# Fena: Pirate Princess
Fena: Pirate Princess (海賊王女) è una serie televisiva anime del 2021, creata da Kazuto Nakazawa e Production I.G.
Co-prodotta da Crunchyroll e Adult Swim, la serie viene trasmessa negli Stati Uniti su Toonami dal 15 agosto 2021.

## Trama
La serie racconta la storia di una giovane orfana, Fena Houtman, che vive in una versione alternativa del XVIII secolo. Fena è cresciuta su un'isola dove non c'è speranza di sfuggire all'oscuro destino impostole dai suoi rapitori, per poter essere usata dai soldati dell'Impero britannico. Fena cerca quindi di sfuggire ai suoi rapitori, forgiare una nuova identità e cercare un luogo in cui possa veramente appartenere e scoprire il vero mistero dietro la parola chiave: "Eden".

## Personaggi e doppiatori
- Fena Houtman, voce originale di Asami Seto.
- Yukimaru Sanada, voce originale di Ryōta Suzuki.
- Shitan, voce originale di Takahiro Sakurai.
- Karin, voce originale di Aoi Yūki.
- Enju, voce originale di Gen Satō.
- Kaede, voce originale di Ryōta Ōsaka.
- Tsubaki, voce originale di Jun Oosuka.
- Makaba, voce originale di Shintarō Tanaka.